# Pradoxa confirmata
Pradoxa confirmata е вид коремоного от семейство Muricidae.

## Разпространение
Видът е разпространен на островите Сао Томе и Принсипи.